# 帕贡·查博里拉
帕贡·查博里拉（又译作帕空·查博里雷克、帕克恩·查博里拉克，1984年8月20日—），昵称Boy，是中泰混血泰国男演员、模特兼主持人，同时也是一名合格的药剂师。代表作有《筑梦庄园之魅力》、《日耀云帘》、《蒙初之赐》、《爱在老挝三部曲——你好，老挝婚礼》、《娜迦之火》等。2023年擔任台灣觀光局觀光大使。

## 个人生活
现女友为Faye Fang Kaew女团的成员之一蓬帕薇·尼拉兴（Faye）。